# جوناس نودسين
جوناس نودسين (بالدنماركية: Jonas Knudsen)‏ (بالدنماركية: Jonas Knudsen) (و. 1992  م) هو لاعب كرة قدم، ومدرب كرة قدم، من الدنمارك، ولد في إيسبيرغ، شارك في كأس العالم لكرة القدم 2018، يلعب كمُدَافِع، وظهير (كرة القدم).

## روابط خارجية
- جوناس نودسين على موقع الاتحاد الأوربي (الإنجليزية)
- جوناس نودسين على موقع اتحاد السويد (السويدية)
- جوناس نودسين على موقع قاعدة بيانات كرة القدم.إي يو (الإنجليزية)
- جوناس نودسين على موقع ناشيونال فوتبول تيمز (الإنجليزية)
- جوناس نودسين على موقع Soccerbase.com (لاعب) (الإنجليزية)
- جوناس نودسين على موقع Soccerway.com (الإنجليزية)
- جوناس نودسين على موقع عالم كرة القدم.نت (الإنجليزية)
- جوناس نودسين على موقع AS.com (الإسبانية)